# Indochine au Zénith
Albums de Indochine
3
(1985) 7000 danses
(1987)
Indochine au Zénith est le premier album live d'Indochine. Enregistré en mars 1986 lors des quatre concerts à guichets fermés que le groupe a donné au Zénith de Paris, il est publié à l'occasion des cinq ans du groupe en octobre de la même année. Il est le témoignage du succès de la tournée Indochine Joue qui a accueilli plus de 150 000 spectateurs au cours de 55 concerts entre le 15 décembre 1985 et le 30 juillet 1986.
L'édition CD et K7 comprend deux titres bonus par rapport à l'édition vinyle : À l'est de Java et Tes yeux noirs, seul titre à avoir été enregistré lors de la tournée d'été et non au Zénith. Le morceau qui ouvre le concert est une reprise de la musique du film La Conquête de l'Ouest (How the West was won) de Henry Hathaway, John Ford et George Marshall, sorti en 1962. Il est aussi sorti en VHS. Le titre Hors-la-loi figure sur la VHS mais pas sur le CD ou sur la K7.
Cet album a atteint la 7e place du Top Albums en novembre 1986 et a été certifié double disque d'or par le SNEP. Il a également été distribué en Belgique, en Suisse, en Allemagne, au Canada et au Pérou où il a connu un énorme succès (certifié quadruple disque de platine en 1988).
Finalement, il s'est écoulé à plus de 350 000 ventes.

## Liste des titres
| Disque | Disque                             | Disque           | Disque                         | Disque | Disque | Disque | Disque | Disque | Disque |
| No     | Titre                              | Paroles          | Musique                        | Durée  |        |        |        |        |        |
| ------ | ---------------------------------- | ---------------- | ------------------------------ | ------ | ------ | ------ | ------ | ------ | ------ |
| 1.     | La conquête de l'ouest (Ouverture) |                  | Alfred Newman                  | 0:33   |        |        |        |        |        |
| 2.     | À l'assaut (des ombres sur l'Ô)    | Nicola Sirkis    | Dominique Nicolas              | 4:12   |        |        |        |        |        |
| 3.     | Canary Bay                         | Nicola Sirkis    | Dominique Nicolas              | 5:19   |        |        |        |        |        |
| 4.     | L'Opportuniste                     | Jacques Lanzmann | Anne Segalen - Jacques Dutronc | 2:45   |        |        |        |        |        |
| 5.     | 3ème Sexe                          | Nicola Sirkis    | Dominique Nicolas              | 6:26   |        |        |        |        |        |
| 6.     | L'Aventurier                       | Nicola Sirkis    | Dominique Nicolas              | 5:00   |        |        |        |        |        |
| 7.     | À l'est de Java                    | Nicola Sirkis    | Dominique Nicolas              | 5:22   |        |        |        |        |        |
| 8.     | Salômbo                            | Nicola Sirkis    | Dominique Nicolas              | 4:55   |        |        |        |        |        |
| 9.     | Miss Paramount                     | Nicola Sirkis    | Dominique Nicolas              | 2:59   |        |        |        |        |        |
| 10.    | Trois nuits par semaine            | Nicola Sirkis    | Dominique Nicolas              | 5:42   |        |        |        |        |        |
| 11.    | Kao Bang                           | Nicola Sirkis    | Dominique Nicolas              | 5:21   |        |        |        |        |        |
| 12.    | Dizzidence Politik                 | Nicola Sirkis    | Dominique Nicolas              | 5:04   |        |        |        |        |        |
| 13.    | Tes yeux noirs                     | Nicola Sirkis    | Dominique Nicolas              | 6:05   |        |        |        |        |        |
| 58:43  |                                    |                  |                                |        |        |        |        |        |        |

## Single
- À L'Assaut (Des Ombres Sur L'O) / Dizzidence Politik (version live, sorti le 7 octobre 1986)

## Crédits
- Enregistré en mars 1986 au Zénith de Paris
- Mixé au studio Plus 30 à Paris par Joe Glasman
- Ingénieur du son : Joëlle Bauer
- Réalisation : Joe Glasman et Indochine
- Conception pochette : Marion Bataille